# ジョン・ドイル (風刺画家)
ジョン・ドイル（John Doyle、1797年 – 1868年1月2日）はアイルランド生まれの、風刺画家、版画家である。「H. B.」のペンネームでロンドンで人気のある風刺画家になった。シャーロック・ホームズシリーズの作者、アーサー・コナン・ドイルの祖父である。

## 略歴
ダブリンのカトリック教徒の絹商人の長男に生まれた。ダブリンで活動していたイタリア生まれの画家ガスパーレ・ガブリエリ(Gaspare Gabrielli)から絵を学び、王立ダブリン協会の絵画教室でミニアチュール画家のジョン・カマフォード(John Comerford: 1773–1832)に学んだ。1805年に展覧会で金賞を得て、スライゴ侯爵といった貴族やアイルランド総督から注文を受けるようになった。1822年に版画集「The Life of a Racehorse」を出版した。1822年に妻のマリアンナ・コナン(Marianna Conan)とロンドンに移った。1825年にロイヤル・アカデミー・オブ・アーツの展覧会に出展した作品で画家として注目された。
1832年に7番目の子供を出産した時に妻が亡くなった。1935年までアカデミーの展覧会にミニアチュールを出展したが、その頃には1827年からリトグラフで出版を始め、風刺画の作者として成功を収めた。ドイルの風刺画は議会の開催期間中に月に1度、出版され、22年間に渡って出版が続けられた。描かれた似顔絵は、誇張のないスタイルで、有名な劇に擬えて政治家たちを風刺することもあった。ペンネームの「H. B.」はジョン・ドイルのイニシャル「J. D.」をそれぞれ2文字前にずらして作られた。
画家のデイヴィッド・ウィルキーや文学者のウォルター・スコット、サミュエル・テイラー・コールリッジ、チャールズ・ディケンズ、ウィリアム・メイクピース・サッカレー、トーマス・マコーリー、トーマス・ムーア、サミュエル・ロジャースといった、芸術家たちのサークルで活動していたが、1843年までは「H. B.」の正体がジョン・ドイルであったことが世間に明らかになることはなかった。
1840年代がドイルの風刺画の人気が一番高かった時期で、風刺画は新聞のタイムズに掲載され、出版社のMcLeanから出版された。その後人気は翳った。後年の作品のドイルのユーモアは穏やかなもので、サッカレーはドイルの漫画は巧妙で機知に富んでいるけれども上品すぎて、紳士的な微笑を越えて、大笑いされているのを聞いたことは無かったと評している。
人気が無くなっていたので1868年にドイルが亡くなった後、美術雑誌に訃報が掲載されたのは亡くなった3か月後になり、1882年にクリスティーズでドイルの素描の競売が行われようとした時は買い手が集まらず中止になった。
息子には画家、イラストレーターとして成功したリチャード・ドイル(Richard Doyle:1824–1883)やアイルランド国立美術館の館長を務めた、ヘンリー・エドワード・ドイル(Henry Edward Doyle: 1827–1892)、アーサー・コナン・ドイルの父親で、画家のチャールズ・ドイルがいる。

## 作品

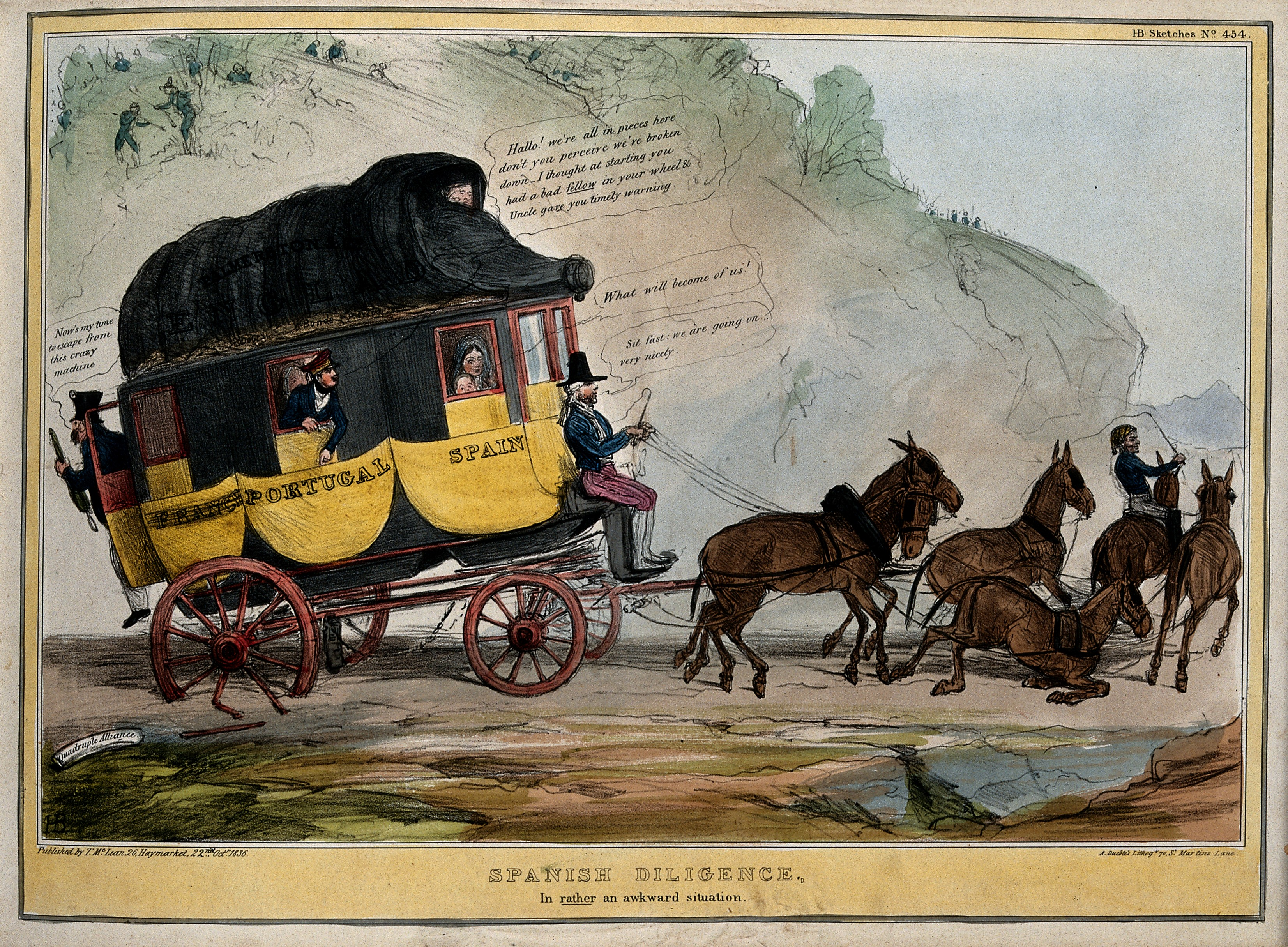
風刺画(1838)
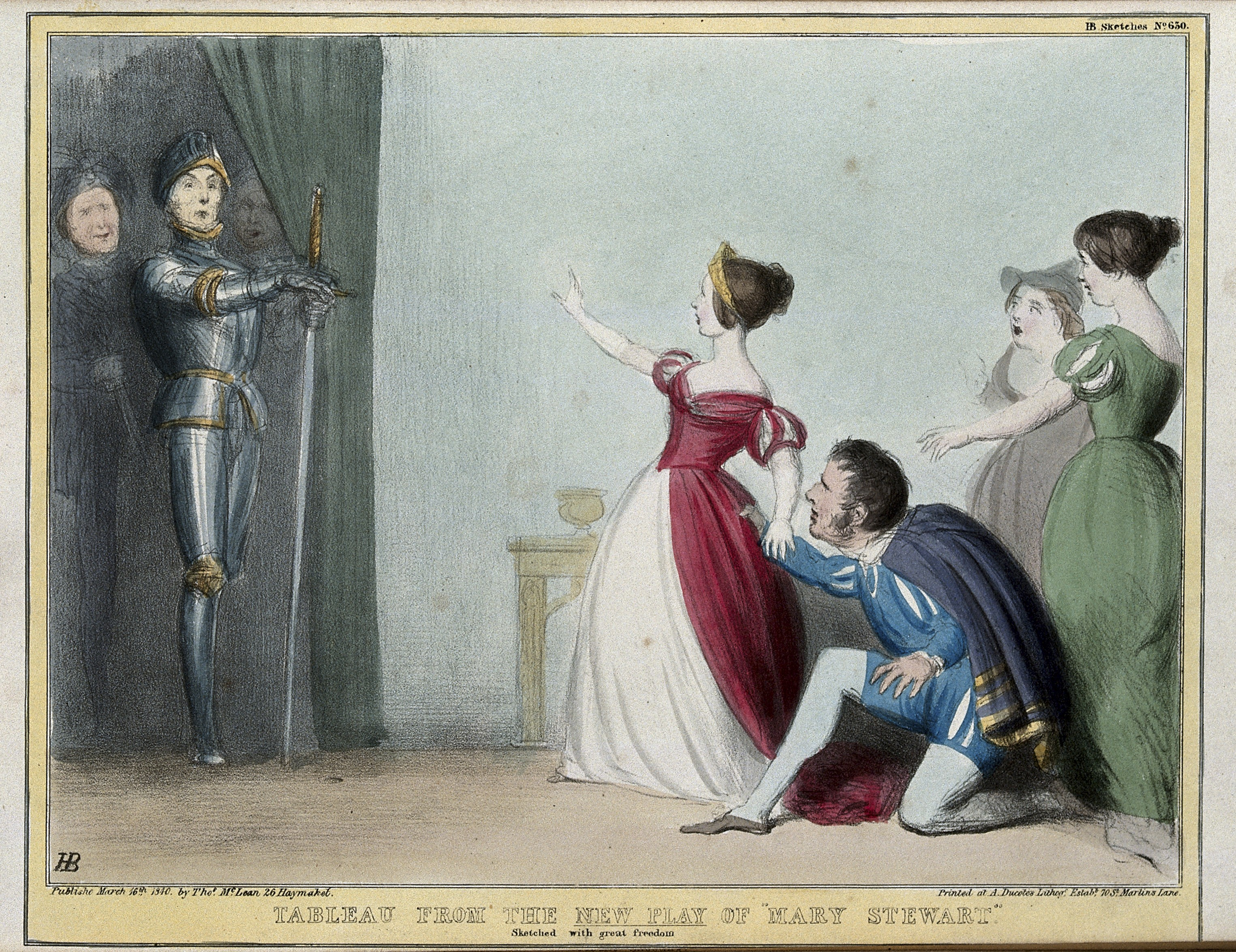
版画作品(1840)
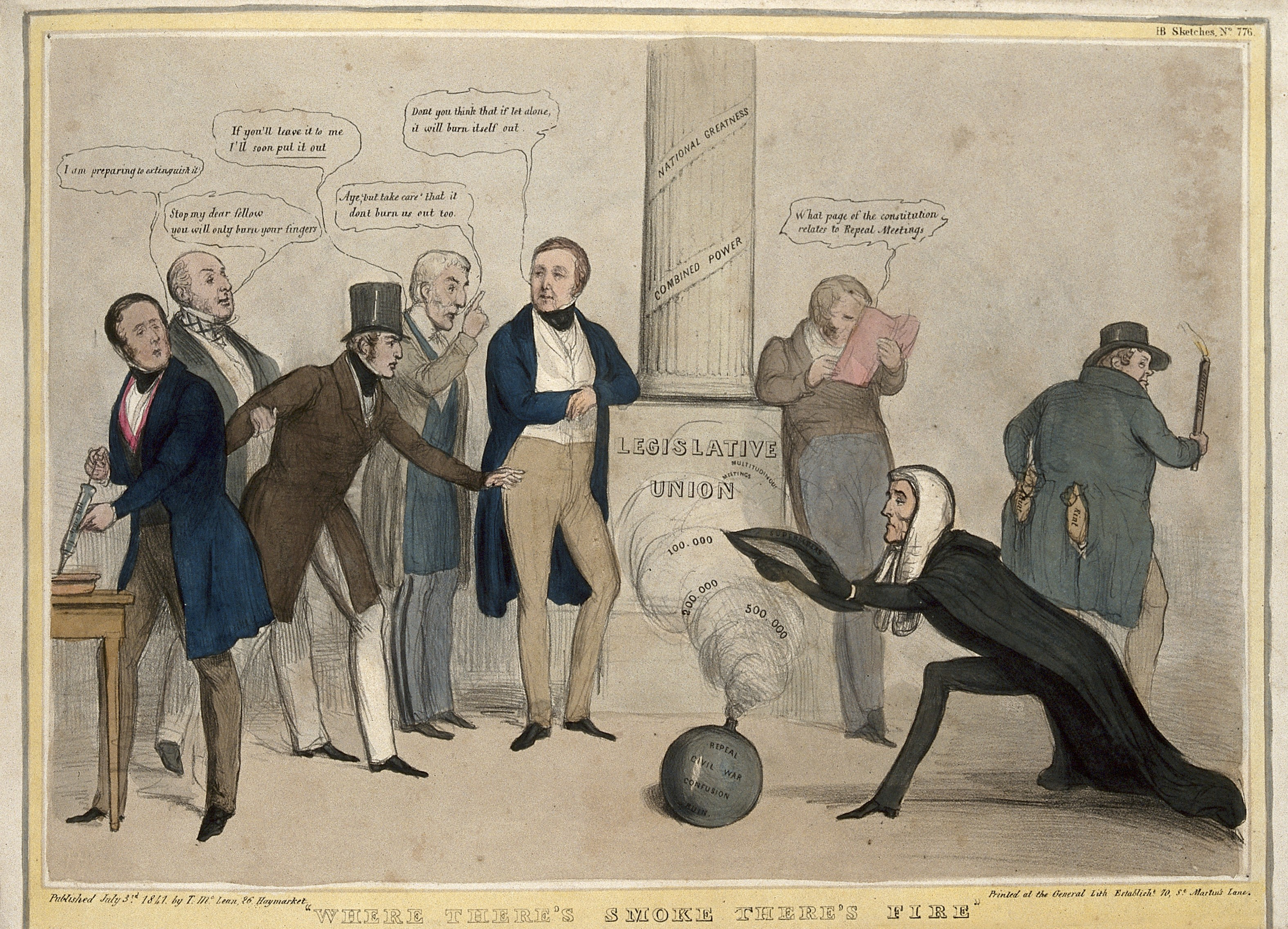
風刺画(1843)
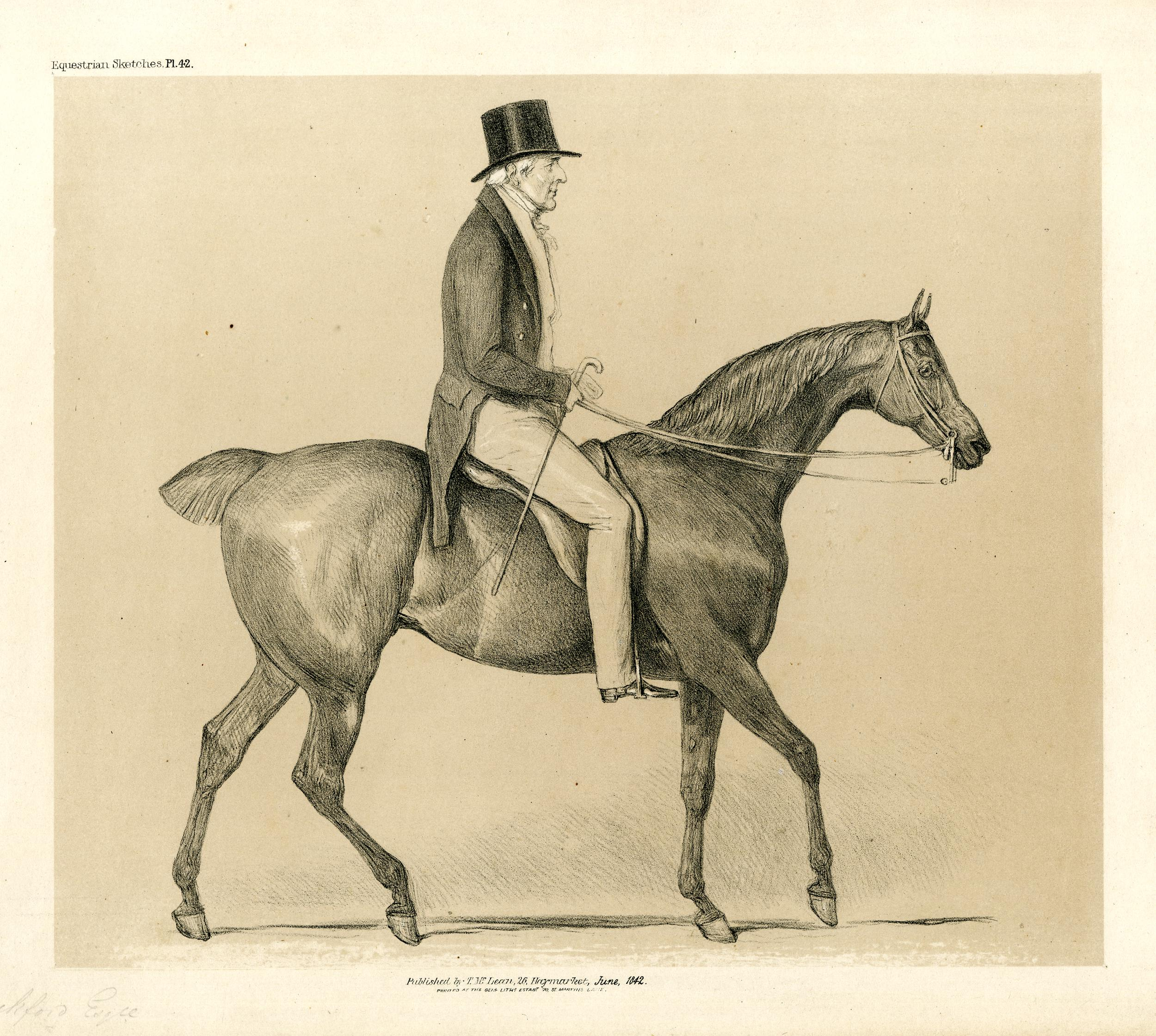
版画作品(1842)